# Frequenamia fumiae
Frequenamia fumiae är en insektsart som beskrevs av Keti Maria Rocha Zanol 2003. Frequenamia fumiae ingår i släktet Frequenamia och familjen dvärgstritar. Inga underarter finns listade i Catalogue of Life.